# Vittorio Genovesi
Vittorio Genovesi (Roccabascerana, 23 aprile 1887 – Roma, 20 novembre 1967) è stato un gesuita e poeta italiano, autore di componimenti poetici in lingua latina.

## Biografia
Entrò nella Compagnia di Gesù a 15 anni di età e ricoprì nella Chiesa cattolica numerosi incarichi importanti fra cui quello di innografo della Congregazione dei Riti (1942) e consultore della Congregazione del Concilio.
Vittorio Genovesi è ricordato soprattutto come poeta in lingua latina. Partecipò nove volte al Certamen poeticum Hoeufftianum di Amsterdam conseguendo per tre volte la medaglia d'oro del primo premio e otto volte la gran lode.
Fu membro dell'Accademia dell'Arcadia, dell'Istituto nazionale di studi romani, del Centro di studi ciceroniani.